# 洪恩慈
洪恩慈（2001年7月6日—），台灣女子羽球選手，就讀高雄市立高雄高級中學、臺北市立大學。

## 簡歷
2017年8月，洪恩慈參加懷卡托羽毛球國際賽，分別與林芝昀和陳孝承打進女子雙打和混合雙打比賽四強。9月，洪恩慈出戰雪梨羽毛球國際賽，她先與林芝昀合作擊敗地主組合陳煊渝/Sylniva Kurniawan，贏得兩人搭配的首座國際賽冠軍；其後又在女單冠軍戰以2比1（17-21、21-18、22-20）逆轉隊友謝羽盈，拿下個人第一座國際賽女單冠軍。
洪恩慈就讀高雄中學時期本為單打選手，後因傷手術，復出後轉戰雙打，從2023年3月開始與林羽珮組成女雙搭檔。2023年6月，洪恩慈／林羽珮在法國南特國際挑戰賽獲得亞軍，並隔周舉行的超級300級別的台北公開賽接連擊敗許嘉雯／林秋仙、呂樂樂／吳詠瑢等種子組合晉級四強，最終以11－21、9－21不敵南韓選手李幽琳／申昇瓚。

## 主要比賽成績
| 年份   | 賽事                     | 公開賽級別 | 項目     | 搭檔   | 成績   |
| ------ | ------------------------ | ---------- | -------- | ------ | ------ |
| 2017年 | 捷克羽毛球國際賽         | 未來系列賽 | 女子雙打 | 江怡萱 | 準決賽 |
| 2017年 | 懷卡托羽毛球國際賽       | 國際系列賽 | 女子雙打 | 林芝昀 | 準決賽 |
| 2017年 | 懷卡托羽毛球國際賽       | 國際系列賽 | 混合雙打 | 陳孝承 | 準決賽 |
| 2017年 | 雪梨羽毛球國際賽         | 國際系列賽 | 女子單打 | －     | 冠軍   |
| 2017年 | 雪梨羽毛球國際賽         | 國際系列賽 | 女子雙打 | 林芝昀 | 冠軍   |
| 2018年 | 斯洛伐克羽毛球公開賽     | 未來系列賽 | 女子單打 | －     | 準決賽 |
| 2019年 | 斯洛伐克羽毛球公開賽     | 未來系列賽 | 女子單打 | －     | 準決賽 |
| 2019年 | 葡萄牙羽毛球國際賽       | 國際系列賽 | 女子單打 | －     | 亞軍   |
| 2019年 | 葡萄牙羽毛球國際賽       | 國際系列賽 | 女子雙打 | 黃宥薰 | 準決賽 |
| 2019年 | 珀斯羽毛球國際賽         | 未來系列賽 | 女子單打 | －     | 準決賽 |
| 2019年 | 雪梨羽毛球國際賽         | 國際系列賽 | 女子單打 | －     | 準決賽 |
| 2020年 | 斯洛伐克羽毛球公開賽     | 未來系列賽 | 女子單打 | －     | 準決賽 |
| 2023年 | 南特羽毛球國際挑戰賽     | 國際挑戰賽 | 女子雙打 | 林羽珮 | 亞軍   |
| 2023年 | 台北羽球公開賽           | 超級300賽  | 女子雙打 | 林羽珮 | 準決賽 |
| 2023年 | 越南羽毛球公開賽         | 超級100賽  | 女子雙打 | 林羽珮 | 亞軍   |
| 2024年 | 加拿大羽球公開賽         | 超級500賽  | 女子雙打 | 謝沛珊 | 準決賽 |
| 2024年 | 加拿大羽球公開賽         | 超級500賽  | 混合雙打 | 盧明哲 | 準決賽 |
| 2024年 | 澳門羽球公開賽           | 超級300賽  | 女子雙打 | 謝沛珊 | 亞軍   |
| 2024年 | 印尼泗水羽毛球國際挑戰賽 | 國際挑戰賽 | 女子雙打 | 謝沛珊 | 亞軍   |
| 2024年 | 印尼泗水羽毛球大師賽     | 超級100賽  | 女子雙打 | 謝沛珊 | 冠軍   |
| 2025年 | 台北羽毛球公開賽         | 超級300賽  | 女子雙打 | 謝沛珊 | 冠軍   |
| 2025年 | 澳門羽毛球公開賽         | 超級300賽  | 女子雙打 | 謝沛珊 | 冠軍   |

| 2007-2017年 | 首要超級賽 | 超級賽 | 黃金大獎賽 | 大獎賽 | 國際挑戰賽 | 國際系列賽 | 未來系列賽 | 其他 |

| 2018-2026年 | 總決賽 | 超級1000賽 | 超級750賽 | 超級500賽 | 超級300賽 | 超級100賽 | 國際挑戰賽 | 國際系列賽 | 未來系列賽 | 其他 |